# Governo Passos Coelho I
Il Governo Passos Coelho I è stato il 19º governo del Portogallo, in carica dal 21 giugno 2011 al 26 novembre 2015, data in cui è stato nominato il successivo Governo Passos Coelho II. 
Si trattava di un governo di coalizione.
Esso è nato in seguito alla vittoria del Partito Social Democratico alle elezioni legislative.

## Situazione parlamentare
| Camera                     | Collocazione | Partiti                   | Seggi     |
| -------------------------- | ------------ | ------------------------- | --------- |
| Assemblea della Repubblica | Maggioranza  | PSD (108), CDS-PP (24)    | 132 / 230 |
| Assemblea della Repubblica | Opposizione  | PS (74), CDU (16), BE (8) | 98 / 230  |

## Composizione
Partito Social Democratico (PSD)
     CDS-Partito Popolare (CDS-PP)
     Indipendenti
| Carica                                                         | Titolare | Titolare | Titolare                                         | Partito      |
| -------------------------------------------------------------- | -------- | -------- | ------------------------------------------------ | ------------ |
| Primo ministro                                                 |          |          | Pedro Passos Coelho                              | PSD          |
| Vice Primo ministro (istituito)                                |          |          | Paulo Portas (dal 24 luglio 2013)                | CDS-PP       |
| Ministro di Stato Finanze                                      |          |          | Vítor Gaspar (fino al 1º luglio 2013)            | Indipendente |
| Ministro di Stato Finanze                                      |          |          | Maria Luís Albuquerque (fino dal 1º luglio 2013) | PSD          |
| Esteri                                                         |          |          | Paulo Portas (dal 24 luglio 2013)                | CDS-PP       |
| Esteri                                                         |          |          | Rui Machete                                      | PSD          |
| Difesa Nazionale                                               |          |          | José Pedro Aguiar-Branco                         | PSD          |
| Interni                                                        |          |          | Miguel Macebo (fino al 19 novembre 2014)         | PSD          |
| Interni                                                        |          |          | Anabela Rodrigues (dal 19 novembre 2014)         | Indipendente |
| Giustizia                                                      |          |          | Paula Teixeira da Cruz                           | PSD          |
| Economia                                                       |          |          | Álvaro Santos Pereira (fino al 24 luglio 2013)   | Indipendenti |
| Economia                                                       |          |          | António Pires de Lima (dal 24 luglio 2013)       | CDS-PP       |
| Agricoltura e Mare                                             |          |          | Assunção Cristas                                 | CDS-PP       |
| Ambiente, Pianificazione del territorio ed Energia (istituito) |          |          | Jorge Moreira Da Silva (dal 24 luglio 2013)      | PSD          |
| Istruzione e Scienza                                           |          |          | Nuno Crato                                       | Indipendente |
| Affari parlamentari                                            |          |          | Migiel Revals (fino al 13 aprile 2013)           | PSD          |
| Affari parlamentari                                            |          |          | Luis Marques Guedes (dal 13 aprile 2013)         | PSD          |
| Solidarietà, Impiego e Previdenza sociale                      |          |          | Pedro Motas Soares                               | CDS-PP       |
| Salute                                                         |          |          | Paulo Macedo                                     | Indipendente |
| Assistente al Primo ministro Sviluppo Regionale (istituito)    |          |          | Miguel Poiares Maduro (dal 13 aprile 2013)       | PSD          |